# John Twist
Pour les articles homonymes, voir Twist (homonymie).
John Twist est un scénariste américain né le 14 juillet 1898 à Albany (Missouri) et décédé le 11 février 1976 à Beverly Hills (Californie).

## Filmographie partielle

### comme scénariste
- 1934 : La Cucaracha de Lloyd Corrigan
- 1935 : Grande Dame (Grand Old Girl) de John S. Robertson
- 1935 : La Gloire du cirque (Annie Oakley) de George Stevens
- 1937 : La Femme en cage (Hitting a New High) de Raoul Walsh
- 1937 : La Ville de l'or (The Outcasts of Poker Flat) de Christy Cabanne
- 1937 : Flight from Glory de Lew Landers
- 1937 : Les Démons de la mer (Sea Devils) de Benjamin Stoloff
- 1939 : Pacific Liner de Lew Landers
- 1940 : Too Many Girls de George Abbott
- 1942 : La Marine triomphe (The Navy Comes Through) de A. Edward Sutherland
- 1942 : La Fièvre de l'or noir (Pittsburgh) de Lewis Seiler
- 1943 : Bombardier de Richard Wallace
- 1947 : Sinbad le marin (Sinbad the sailor) de Richard Wallace
- 1947 : Taïkoun (Tycoon) de Richard Wallace
- 1949 : La Fille du désert (Colorado Territory) de Raoul Walsh
- 1950 : Dallas, ville frontière (Dallas) de Stuart Heisler
- 1951 : Plus fort que la loi (Best of the Badmen) de William D. Russell
- 1952 : La Vallée des géants (The Big Trees) de Felix E. Feist
- 1953 : Mon grand (So Big) de Robert Wise
- 1953 : La Taverne des révoltés (The Man Behind the Gun) de Felix E. Feist
- 1954 : Richard Cœur de Lion (King Richard and the Crusaders) de David Butler
- 1955 : Le Renard des océans (The Sea Chase) de John Farrow
- 1956 : Serenade d'Anthony Mann
- 1956 : Santiago de Gordon Douglas
- 1956 : Hélène de Troie (Helen of Troy) de Robert Wise
- 1957 : L'Esclave libre (Band of Angels) de Raoul Walsh
- 1959 : La police fédérale enquête (The FBI Story) de Mervyn LeRoy
- 1961 : Marines, en avant ! (Marines, Let's Go!) de Raoul Walsh
- 1964 : La Charge de la huitième brigade (A Distant Trumpet) de Raoul Walsh

### comme producteur
- 1960 : Esther et le Roi (Esther and the King) de Raoul Walsh et Mario Bava